# Дніпропетровський апеляційний адміністративний суд

Юрисдикція суду

Дніпропетровський апеляційний адміністративний суд — колишній апеляційний адміністративний суд загальної юрисдикції, розміщений у місті Дніпрі. Юрисдикція суду поширювалася на Дніпропетровську, Запорізьку та Кіровоградську області.
Суд здійснював правосуддя до початку роботи Третього апеляційного адміністративного суду, що відбулося 3 жовтня 2018 року.

## Керівництво
Голова суду — Коршун Анатолій Олександрович
 Заступник голови суду — Гімон Микола Михайлович
 Заступник голови суду — Суховаров Андрій Володимирович
 Керівник апарату — Маштак Олена Михайлівна.

## Показники діяльності у 2014 році
- Перебувало на розгляді справ — 32867
  - надійшло у 2014 році — 14978
- Розглянуто — 26336[6].